# Flaco Jiménez
Flaco Jiménez (San Antonio (Texas), 11 maart 1939 – aldaar, 31 juli 2025) was een Amerikaans accordeonist, met name op de knopaccordeon.

## Biografie
Hij is een Tejano, ofwel een muzikant uit het grensgebied van Texas en Mexico. Zijn vader, Santiago Jiménez sr., waar hij al mee speelde op zevenjarige leeftijd, was een van de pioniers van de conjunto-muziek. Door het toelaten van allerlei andere muziekstijlen is de benaming nu Tex-Mex muziek.
Met de groep Los Caporales speelde Jiménez verschillende jaren in de omgeving van San Antonio en hij nam al grammofoonplaatjes op toen hij nog maar vijftien jaar was.
In 1960 trad hij enkele jaren op met Doug Sahm (beter bekend van Sir Douglas Quintet). Daarna ging Jiménez naar New York en speelde daar met Dr. John, David Lindley, Peter Rowan, Ry Cooder en met Bob Dylan.
Ry Cooder hielp Jiménez aan een bredere bekendheid waardoor hij regelmatig buitenlandse tournees maakte en een graag geziene medewerker is bij opnames van andere muzikanten. Samen met Freddy Fender (overleden in 2006) en Doug Sahm (overleden in 1999) speelde hij in de superband Texas Tornados, en in 1996 kregen zij een Grammy in de categorie Best tejano Performance. In 1986 won hij een Grammy Award met een lied van zijn vader Ay te dejo en San Antonio. 
Jiménez speelde ook met Los Super Seven samen met David Hildago en Cesar Rosas (Los Lobos), Joe Elly, Ruben Ramos en Rick Trevino. In 1989 maakte hij een tournee door Nederland met de Limburgse band Rowwen Heze. Met Rowwen Heze maakte hij tevens twee singles 'The Moon Is Mine’ en ‘She Stole My Accordeon’. Verder speelde hij in 1994 mee op het album Shine on van The Cats (toen zonder Piet Veerman).
Jiménez overleed op 31 juli 2025 op 86-jarige leeftijd.